# رولاند وينتيرز
رولاند وينتيرز (بالإنجليزية: Roland Winters)‏ هو ممثل أمريكي، ولد في 22 ديسمبر 1904 في بوسطن في الولايات المتحدة، وتوفي في 22 أكتوبر 1989 في Lillian Booth Actors Home ‏ في الولايات المتحدة بسبب سكتة.

## أعمال

### أفلام
- (1941) المواطن كين
- (1950) كابتن كراي من الولايات المتحدة
- (1950) لإرضاء السيدة

## وصلات خارجية
- رولاند وينتيرز على موقع IMDb (الإنجليزية)
- رولاند وينتيرز على موقع ميوزك برينز (الإنجليزية)
- رولاند وينتيرز على موقع قاعدة بيانات برودواي على الإنترنت (الإنجليزية)
- رولاند وينتيرز على موقع إن إن دي بي (الإنجليزية)
- رولاند وينتيرز على موقع قاعدة بيانات الفيلم (الإنجليزية)